# Johannes Gutenberg
Johannes Gensfleisch, řečený Gutenberg, celým jménem Johannes Gensfleisch zur Laden zum Gutenberg (1397/1400, Mohuč – 3. února 1468, Mohuč) byl vynálezcem technologie mechanického knihtisku pomocí jednotlivě sestavovaných liter. Důsledkem rozšíření jeho objevu došlo k masové produkci knih a k přelomu v možnostech šíření informací. Svůj nápad (vynález) uskutečnil bez znalostí tiskových technologií Dálného východu.

## Život
Narodil se v mohučské patricijské rodině Gensfleischů, své známější příjmení převzal z názvu rodového sídla – dvora Zum Gutenberg. Pověst, rozšířená v 18. a 19. století v českých zemích, o jeho kutnohorském původu (Kuttenberg), nemá reálný základ. V mládí snad studoval na univerzitě v Erfurtu (1419–1420), po roce 1428 opustil Mohuč, kde vypukly sociální nepokoje. O období 1429–1434 jeho života neexistují žádné zprávy. V letech 1434–1444 je doložen jeho pobyt ve Štrasburku. Léta 1444–1448 jsou opět zcela záhadná. V roce 1448 se vrátil do Mohuče.
Gutenberg byl zlatníkem a brusičem drahokamů a zrcadel. Snad zkušenost s puncovními razidly a pečetními typáři ho přivedla k myšlence odlévání písmen z kovu. Je možné, že k prvním pokusům přistoupil už koncem 30. let 15. století, ale zda to bylo ještě ve Štrasburku nebo až v Mohuči není jisté. První dochované tisky totiž pocházejí až z doby jeho mohučského působení. Nejstarším datovaným tiskem Johanna Gutenberga je jednolistový kalendář Almanach auf das Jahr 1448, který z povahy svého obsahu vyšel nejpozději počátkem roku 1448. Peníze na vydání tohoto díla poskytl měšťan Arnold Gelthuß. Dlouho bylo ztraceno, objevil ho roku 1901 německý bibliotékář Gottfried Zedler ve Wiesbadenu. O nejstarších prvotiscích je vedeno mnoho sporů, protože se často dochovaly pouze v torzech a jejich datování je velmi obtížné. Jedním z kandidátů na nejstarší tisk je tak rovněž Sibyllenbuch, možná vytištěný již ve Štrasburku, čtyři roky před almanachem. Kniha měla patrně 27 stran, dochoval se jen zlomek nalezený roku 1903 v Mohuči. Jelikož je Štrašburk dnes ve Francii, zatímco Mohuč v Německu, je otázka prvenství poměrně citlivá a spory o to, kde k historickému technologickému průlomu došlo, nikdy zcela neutichly.

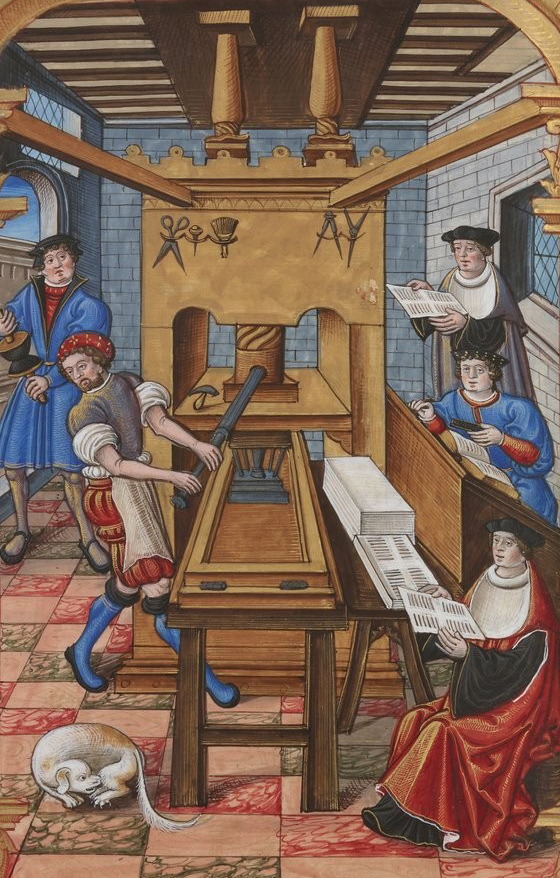
Francouzská tiskárna (kolem 1500)

Po roce 1450 začal Gutenberg pracovat na svém nejznámějším díle – tištěné latinské bibli (42řádková bible, tzv. Gutenbergova bible). Vytištěna byla ve 180 kusech. Prostředky k vybavení dílny si opakovaně půjčoval u mohučského obchodníka Johanna Fusta, šlo o dvakrát 1600 guldenů s šestiprocentním úrokem. Fust si je musel také vypůjčit, což ale Gutenberg nevěděl. Za půjčku se Gutenberg zaručil zařízením tiskárny, i knihami. Fust se také zavázal, že bude tiskaři ročně vyplácet dalších 300 guldenů jako příspěvek na stravu, nájem a mzdu tiskařských pomocníků, jichž bylo v Gutenbergově dílně asi dvacet.
Komunikace mezi Fustem a Gutenbergem však patrně od počátku drhla. Z pozdějších soudních sporů vyplývá, že Gutenberg Fusta považoval za pouhého věřitele, kdežto Fust věc pochopil tak, že se stal spolumajitelem tiskařské firmy. Roku 1455 zažaloval Fust Gutenberga, že prostředky, určené na tisk bible, použil k jiným účelům a kromě toho že neplatil úroky. Gutenberg spor prohrál a k umoření dluhu mu byla tiskárna i s částí nákladu knih zabavena. Nový majitel Johann Fust ustanovil vedoucím provozu Gutenbergova tovaryše Petra Schöffera a společně vydali ještě mnoho knih (např. dvaadvacet odlišných vydání Donatova Ars minor). Část Gutenbergových učňů a tovaryšů odešla provozovat živnost do jiných měst. Knihtisk přestal být tajemstvím jediné firmy a šířil se dále do světa (asi 1459 Bamberk, 1460 Štrasburk, 1465 Kolín nad Rýnem, 1467 Eltville, 1468 Aušpurk, 1465 Subiaco, 1467 Řím, asi 1468 Basilej).
Gutenberg se vrátil do domu svých rodičů a patrně založil další tiskárnu, neboť jeho tiskařský lis zdědil roku 1468 mohučský advokát. Jeden z tisků, který se této druhé Gutenbergově tiskárně obvykle přisuzuje, je tzv. Türken-Kalender. Tato tiskovina se silně protitureckou tendencí je nejstarším v úplnosti zachovaným tiskem v němčině. Pokud jde o druhou bibli zvanou Biblia latina, pocházející snad z roku 1460, i ta je někdy přisuzována Gutenbergovi, ale častěji jeho tovaryšovi Albrechtu Pfisterovi, který ji nejspíše vytiskl v Bamberku. Podobné je to se středověkou příručkou Johanna Balba Catholicon. I ta byla dlouho přisuzována „druhé Gutenbergově dílně“ (jejíž existence je nejistá), ale současní badatelé (spíše ovšem angličtí než konzervativnější němečtí) to odmítají. Podobný spor se vede o několik dalších tisků z období po roce 1460. V letech 1462–1465 žil Gutenberg snad ve Frankfurtu, vyhnán tam vojenským střetem mohučského arcibiskupa Diethera z Isenburku a jeho soka Adolfa Nasavského. Roku 1465 Gutenberga, tehdy již téměř slepého, zaopatřil vítěz sporu, mohučský arcibiskup Adolf II. Nasavský přijetím ke svému dvoru. Tři roky poté, snad 3. února 1468, Johannes Gutenberg zemřel. Jeho hrob je od konce 16. století neznámý, protože roku 1577 převzali františkánský kostel jezuité a po zrušení jezuitského řádu byl kostel postupně proměněn v lazaret, skladiště a roku 1833 zbořen.

## Vynález knihtisku
Před Gutenbergem byl v Evropě rozšířen pouze blokový tisk (deskotisk), kdy se stránka včetně písma i obrazu kompletně vyřezala ze dřeva či odlila a pak vytiskla. Pro každou tištěnou stránku musela být tedy vytvořena zvláštní deska, což bylo značně zdlouhavé a nákladné. Gutenberg přišel s myšlenkou sestavit stranu z písmových kuželek, tj. matric jednotlivých znaků (písmen), která se dala opětovně přeskupit a použít znovu, což celý tisk podstatně zefektivnilo a urychlilo. Přestože sestavování podkladů pro tisk z dřevořezů jednotlivých znaků bylo již dříve známé v Číně (nejde tu ale o abecedu), považuje se v Evropě za vynálezce tohoto principu více osob, např. Nizozemec Laurens Janszoon Coster (Haarlem, asi 1370–1440), zvaný též Donat, Jean Brito, Pamfilo Castaldi či Prokop Waldvogel, nejčastěji ale právě Gutenberg.
Gutenberg na počátku své práce tiskl kalendáře a drobné knížky (do 28 stran), učebnice latiny zvané Donatus a především odpustkové listy, jako zdroj svého běžného živobytí. Po získání zkušeností začal vyrábět i krásně vypravená a náročná díla, především slavnou latinskou bibli (1452–1455 vydal na pergamenu i na papíře dvoudílnou 42řádkovou bibli, obsahující 648 + 634 stránek, později jednosvazkovou bibli ve foliovém formátu, celkem 1768 stran). Svůj vynález uměl i prakticky využít: zlepšil tiskařský lis (podle některých pramenů použil upravený vinařský lis), zkonstruoval ruční licí strojek, shromáždil tehdy dostupné znalosti o slitinách, a jako první použil tzv. liteřinu, slitinu olova, cínu, antimonu a bizmutu, která se, s drobnými úpravami při tzv. horké sazbě, stále používá; vytvořil novou tiskařskou barvu ze suspenze sazí ve lněné fermeži (tiskařskou čerň) a zkonstruoval sazečské pomůcky.
Gutenbergův vynález umožnil tisknout větší množství knih ve značných nákladech. Vynález tisku pomocí pohyblivých liter způsobil v Evropě informační explozi.
O několik století dříve byla technologie knihtisku vynalezena v Číně, jednalo se o tisk dokumentů z dřevořezových desek a následně od 11. století pomocí pohyblivých písmen. První dochovaný tisk pomocí pohyblivých kovových písmen je doložen v Koreji, kniha Čikči byla vytištěná v období dynastie Korjo v červenci roku 1377. Podle nepříliš důvěryhodného zdroje jej ve 14. století používali muslimové ve Španělsku. Nicméně orientální technologie knihtisku nepoužívala odlévání písmen, ani tiskařský lis, takže byla poměrně pomalá, a navíc byla patrně vyhrazena panovníkovi. Proto se výrazněji nerozšířila.

## Gutenbergova bible

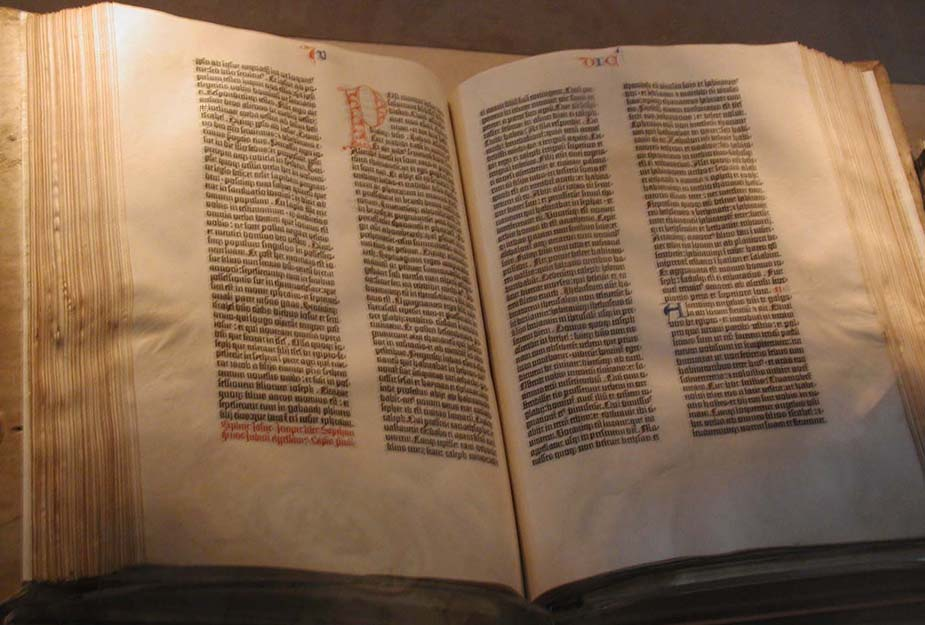
Gutenbergova bible

Nejslavnějším a nejznámějším Gutenbergovým produktem byla 42řádková latinská bible (tj. se stranami o 42 řádcích textu), a dodnes představuje jeden z vrcholů tiskařského umění. Tiskla se na pergamen nebo na papír a dvousloupcový text napodoboval jak rozvržení, tak písmo rukopisů. Gutenberg zvládal oboustranný tisk dvěma barvami – červenou a černou, většina červených rubrik je však dodatečně dopsána. Také ilustrace a iniciály doplnil po dokončení tisku iluminátor. Dodnes se zachovalo 36 úplných výtisků na papíře a 12 na pergamenu a mimoto ještě množství dalších fragmentů. Předpokládá se, že původně vzniklo asi 150 výtisků. Písmové patrice, matrice a odlitky vznikaly zhruba od roku 1452. Tisklo se v letech 1454–1455. . Bible měla 1282 stran a byla vydána ve dvou dílech.
Od 17. století uchovávala jeden pergamenový exemplář Gutenbergovy Bible knihovna Nostického paláce na Malé Straně (dnes sídlo Ministerstva kultury České republiky). Ten se však po mnoha peripetiích dostal do Londýna, odkud byl roku 1911 prodán do soukromé knihovny v kalifornském San Marinu, kterou založil železniční magnát a sběratel Henry E. Huntington. Národní knihovna v Praze dnes uchovává pouze fragment Gutenbergovy Bible. Jde o Izajášovo proroctví. Národní knihovna vlastní ještě další Gutenbergovy tisky – tzv. odpustkové listy vytištěné roku 1454, které byly v roce 2005 objeveny ve františkánské knihovně v Chebu. Národní knihovna nejprve jeden z těchto listů zakoupila roku 2005 a později koupila jako celek celou františkánskou knihovnu, a s ní i všechny vzácné tisky.

## Teze o českém původu
Mýtus o českém původu vynálezce stvořil český humanistický kronikář a spisovatel Martin Kuthen ze Šprinsberku (1510–1564), který sám pocházel z Kutné Hory a patrně ve snaze proslavit rodné město přisoudil Gutenbergovi kutnohorský původ. Svou tezi vystavěl jen a pouze na podobnosti německého názvu Kutné hory a vynálezcova příjmení. Někteří další čeští humanisté Kuthenově teorii uvěřili a šířili ji dál, k takovým patřili především Petr Codicillus z Tulechova a Tomáš Mitis z Limuz. Ovšem i v barokní éře byla myšlenka populární, věřili jí Jan František Beckovský, Jan Kořínek nebo Jiří Kruger. V roce 1740 na jubilejních oslavách knihtisku v Praze zazněla hned několikrát. První pochybnosti vyslovil český historik Mikuláš Adaukt Voigt ve své práci Beyträge zur Geschichte der Buchdruckerkunst in Böhmen, jež vyšla roku 1772. O deset let později proti legendě již s rozhořčením a rezolutně vystoupil Josef Dobrovský v článku Ueber die Einführung und Verbreitung der Buchdruckerkunst in Böhmen. V 19. století legenda ale znovu ožila. Mohl za to především Antonín Jaroslav Vrťátko, který český původ Gutenbergův zpracoval beletristicky, a básník Karel Alois Vinařický, který o českém původu vynálezcově napsal do časopisu Květy v roce 1845. Uvedl dokonce, že studoval na pražské univerzitě, kde se roku 1445 měl stát bakalářem. Na Vinařického článek vzápětí zaútočil rovněž na stránkách Květů Václav Vladivoj Tomek. V německých kruzích teze budila přímo posměch, známý je například článek Antona Zeidlera Böhmen und die älteste Buchdruckerkunst z roku 1866.